# Iconos (álbum)
Íconos es el nombre del décimo álbum de estudio grabado por el cantautor puertorriqueño-estadounidense Marc Anthony, en el cual versiona baladas románticas latinas del pasado. Su segundo álbum de balada-pop de Anthony desde de su álbum Amar sin mentiras (2004). Fue lanzado al mercado bajo los sellos discográficos Sony Music Latin y Columbia Records el 25 de mayo de 2010 en el mercado norteamericano.

## Lista de canciones
| Iconos |                           |                                                            |                                |          |  |
| N.º    | Título                    | Escritor(es)                                               | Intérprete original            | Duración |  |
| 1.     | «Almohada»                | Jorge Adán Torres                                          | José José                      | 4:20     |  |
| 2.     | «El triste»               | Roberto Cantoral                                           | José José                      | 5:19     |  |
| 3.     | «Y cómo es él»            | José Luis Perales                                          | José Luis Perales, Raphael     | 4:00     |  |
| 4.     | «Abrázame muy fuerte»     | Juan Gabriel                                               | Juan Gabriel                   | 4:36     |  |
| 5.     | «Te lo pido por favor»    | Juan Gabriel                                               | Juan Gabriel                   | 5:27     |  |
| 6.     | «Amada, amante»           | E. Carlos, Buddy McCluskey, Mary McCluskey, Roberto Carlos | Roberto Carlos, Los Galos      | 3:56     |  |
| 7.     | «Vida»                    | Armando Larrinaga                                          | La Mafia                       | 4:39     |  |
| 8.     | «Ya lo sé que tú te vas»  | Juan Gabriel                                               | Lupita D'Alessio, Juan Gabriel | 4:54     |  |
| 9.     | «A quién quiero mentirle» | Julio C. Reyes                                             | Tema inédito                   | 4:14     |  |
| 10.    | «Maldita sea mi suerte»   | Julio C. Reyes                                             | Tema inédito                   | 4:03     |  |
| 43:22  |                           |                                                            |                                |          |  |

## Fechas de lanzamiento
| País           | Fecha              | Discográfica     |
| -------------- | ------------------ | ---------------- |
| Alemania       | 14 de mayo de 2010 | Sony Music Latin |
| Suiza          | 14 de mayo de 2010 | Sony Music Latin |
| Austria        | 14 de mayo de 2010 | Sony Music Latin |
| Reino Unido    | 25 de mayo de 2010 | Sony Music Latin |
| Estados Unidos | 25 de mayo de 2010 | Sony Music Latin |

## Posiciones en la lista de éxitos
| Año  | Conteo          | Álbum  | Posición |
| ---- | --------------- | ------ | -------- |
| 2010 | Tropical Albums | Iconos | 12       |